# Inverness
Inverness [ˌɪnvərˈnɛs], schottisch-gälisch: Inbhir Nis ([iɲɪɾʲˈniʃ] „Mündung des Ness“) ist die Hauptstadt der schottischen Council Area Highland und besitzt seit Dezember 2000 als einzige Stadt des Bezirks den Status einer „City“. Die Stadt liegt an der Mündung des Flusses Ness in den Moray Firth. Es ist die nördlichste „City“ im Vereinigten Königreich.
Da eine allgemein gültige Festsetzung der Stadtgrenzen nicht existiert, schwanken die Angaben zur Bevölkerungszahl zwischen gut 40.000 und über 65.000 Einwohnern. Im Rahmen des Zensus 2011 wurde eine Einwohnerzahl von 48.201 bestimmt.
Der Ort und seine Umgebung sind geschichtsträchtig. Auf der Burg von Inverness regierte im 11. Jahrhundert Macbeth, wenngleich nicht so grausam wie von William Shakespeare geschildert. Anstelle seiner Burg steht seit dem 19. Jahrhundert ein repräsentatives Burgschloss auf dem Hügel. Der durch das Great Glen und damit durch Loch Ness führende Kaledonische Kanal (Caledonian Canal) verläuft diagonal durch Inverness-shire und hat in der Stadt seinen östlichen Zugang.
Wenige Kilometer östlich liegt das Schlachtfeld von Culloden, wo 1746 die letzte Schlacht der Jakobiten gegen die britischen Regierungstruppen mit einer verheerenden Niederlage der Jakobiten endete. In der Nähe liegen die Clava Cairns.

## Geschichte

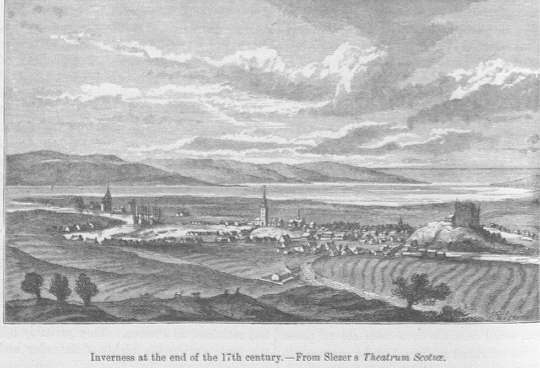
Inverness am Ende des 17. Jahrhunderts

Urgeschichtliche Spuren finden sich im Clava Cairn von Culdoich.
Inverness war eine der Hauptburgen der Pikten und wurde im Jahr 565 von Columban von Iona besucht, der das Ziel hatte, den Piktenkönig Brude I. zu missionieren. Brude I. regierte von der Festung auf dem Hügel Craig Phadrig (168 m), 2,4 km westlich des heutigen Stadtkerns.
Auf St Michael’s Mount war bereits durch frühe keltische Mönche eine Kirche mit einer kleinen Klosteranlage gegründet worden. Dieser Hügel ist nahe am Fluss und heute der Standort der Old High Church.
Die Burg über der Stadt Inverness wurde von König Malcolm III. (Máel Coluim mac Donnchada, * 1030; † 1093), ältester Sohn von Duncan I. (Donnchad mac Crináin, * 1001; † 1040), erbaut. Die Herrschaft von König Duncan I. war geprägt durch den Konflikt mit seinem Cousin Macbeth (Mac Bethad mac Findlàich, * 1005; † 1057), dessen genaue Umstände nicht bekannt sind. Es ist lediglich bekannt, dass Duncan I. in der Schlacht nahe Elgin von Macbeth getötet wurde. In der Darstellung von William Shakespeare hatte Macbeth Duncan I. allerdings in Inverness Castle getötet und Malcolm III. soll den Tod des Vaters durch die Zerstörung der Burg gerächt haben, um an dieser Stelle eine neue Anlage entstehen zu lassen.
Die strategische Lage von Inverness hat zu vielen Konflikten in der Region geführt. Angeblich gab es eine Schlacht im frühen 11. Jahrhundert zwischen König Malcolm III. und Thorfinn aus Norwegen bei Blar Nam Feinne, im Südwesten der Stadt.
Die Stadt Inverness wurde mehrfach von Bewohnern der Hebriden angegriffen, vor allem im 15. Jahrhundert durch den MacDonald-Clan. Im Jahre 1187 führte Donald Bane die feindlichen Inselbewohner in der Schlacht bei Torvean gegen die Männer aus Inverness Castle unter Führung von Duncan Mackintosh. Beide wurden in der Schlacht getötet, Donald Bane soll in einem großen Steinhaufen in Flussnähe begraben worden sein. In dem Bereich wurde 1968 eine aufwändig gearbeitete Silberkette aufgefunden.
Weitere Schlachten gegen den MacDonald Clan sind aus den Jahren 1340 (Schlacht von Blairnacoi auf Drumderfit Hill), 1411 und 1427 (Donald of Islay und James I. belagerten die Stadt), belegt. 1554 besiegte der Munro Clan den Mackintosh Clan in der Schlacht von Clachnaharry westlich der Stadt. Der MacDonald Clan und ihre Verbündeten stürmten im Jahre 1491 Inverness Castle.
Im Jahre 1562 wurde der Königin von Schottland Maria Stuart (* 1542; † 1587) im Huntly-Aufstand der Zutritt zur Stadt durch den englischen Gouverneur verweigert. Die Clans Munro und Fraser nahmen daraufhin die Burg für sie ein. Das Haus, in dem sie lebte, stand in Bridge Street, es wurde in den 1970er Jahren abgerissen. Seit 1986 wird jährlich am ersten Samstag nach dem 15. August mit dem Marymass Markt an Königin Maria I. erinnert.
Seit dem 11. Jahrhundert wurden in Inverness vier Jahrmärkte abgehalten, einer von ihnen war Legavrik. Wilhelm I. der Löwe (* 1143; † 1214 auf Stirling Castle) gewährt Inverness vier Freibriefe, darunter das Recht zum Bau von Inverness Castle und zur Stadtbefestigung.
Alexander II. (1214–1249) gründete im Jahre 1233 ein dominikanisches Kloster, von dem nur ein Pfeiler und ein verwittertes Ritterbildnis in einem abgeschiedenen Friedhof in der Nähe des Stadtzentrums überlebte.
Unter Oliver Cromwell (* 1599; † 1658) wurde an der nördlichen Stadtgrenze eine Zitadelle errichtet, die über 1000 Menschen beherbergen konnte. Die Anlage wurde mit Ausnahme eines Teils der Stadtmauer bei der Restauration bis auf einen Glockenturm abgerissen. Im Jahre 1715 besetzten die Jakobiten die königliche Festung und nutzen sie bis 1746 als Kaserne, 1727 wurde Fort George errichtet.
Unweit von Inverness befindet sich Culloden Moor, es war der Schauplatz der Schlacht von Culloden im Jahre 1746, die den Jakobitenaufstand von 1745 beendete.
Am 7. September 1921 fand im Stadthaus von Inverness die erste britische Kabinettssitzung außerhalb Londons statt, denn der britische Premierminister David Lloyd George befand sich im Urlaub in Gairloch und berief eine außerordentliche Sitzung ein, um die Situation in Irland zu erörtern. Die Inverness Formula war die Grundlage des Anglo-Irischen Vertrags.

## Wirtschaft
Die meisten traditionellen Branchen, wie die Whisky-Destillation, wurden von High-Tech-Unternehmen ersetzt.
So wurde der Betrieb der Inverness Distillery, gegründet 1807, später Millburn Distillery, 1985 wegen mangelnden Expansionsmöglichkeiten und Absatzschwierigkeiten in der Whisky-Krise eingestellt. 1988 wurde die Distillery abgerissen, die noch vorhandenen Objekte werden derzeit nur als Restaurant und als kleine Abfüllanlage genutzt.
Die Glen Albyn Distillery, Inverness, wurde 1983 geschlossen und 1988 abgerissen. Die Glen Mhor Distillery, Inverness, wurde 1983 stillgelegt und 1986 abgerissen.
In diesen Jahren erfolgte die rasante Entwicklung des Unternehmens Inverness Medical Innovations. Das Unternehmen, welches heute als Alere Inc. firmiert, produziert in Inverness ausschließlich Blutzuckertest-Kits (Blutzuckermessgeräte) und verzeichnete 2009 einen Jahresumsatz von 2,28 Milliarden US-Dollar.
Der Highlands & Islands Enterprise Plan (HIE) finanzierte das Zentrum für Gesundheit und Wissenschaft, um weitere Unternehmen in den Branchen Medizintechnik und Medizinprodukte anzusiedeln.
NatureScot (bis 2020 Scottish Natural Heritage) ist eine Behörde, die für den Erhalt von Schottlands Naturerbe verantwortlich ist. Der Hauptsitz wurde 2003/2004 von Edinburgh nach Inverness verlegt und stellt eine große Zahl von Arbeitsplätzen in der Region.

## Sprache
Auf der Mehrheit der Verkehrszeichen um Inverness erscheint Schottisches Gälisch, eine erhebliche Zahl von Menschen sprechen die Sprache. Bun sgoil Ghàidhlig Inbhir Nis wurde im August 2007 als muttersprachliche Grundschule eröffnet, sie soll erweitert werden, um in den nächsten Jahren weitere Schüler aufnehmen zu können.
Die Organisation Bord na Gàidhlig, verantwortlich für die Unterstützung und Förderung der Verwendung von Schottischem Gälisch, unterhält ihr wichtigstes Büro in Inverness.

## Verkehr und Erreichbarkeit

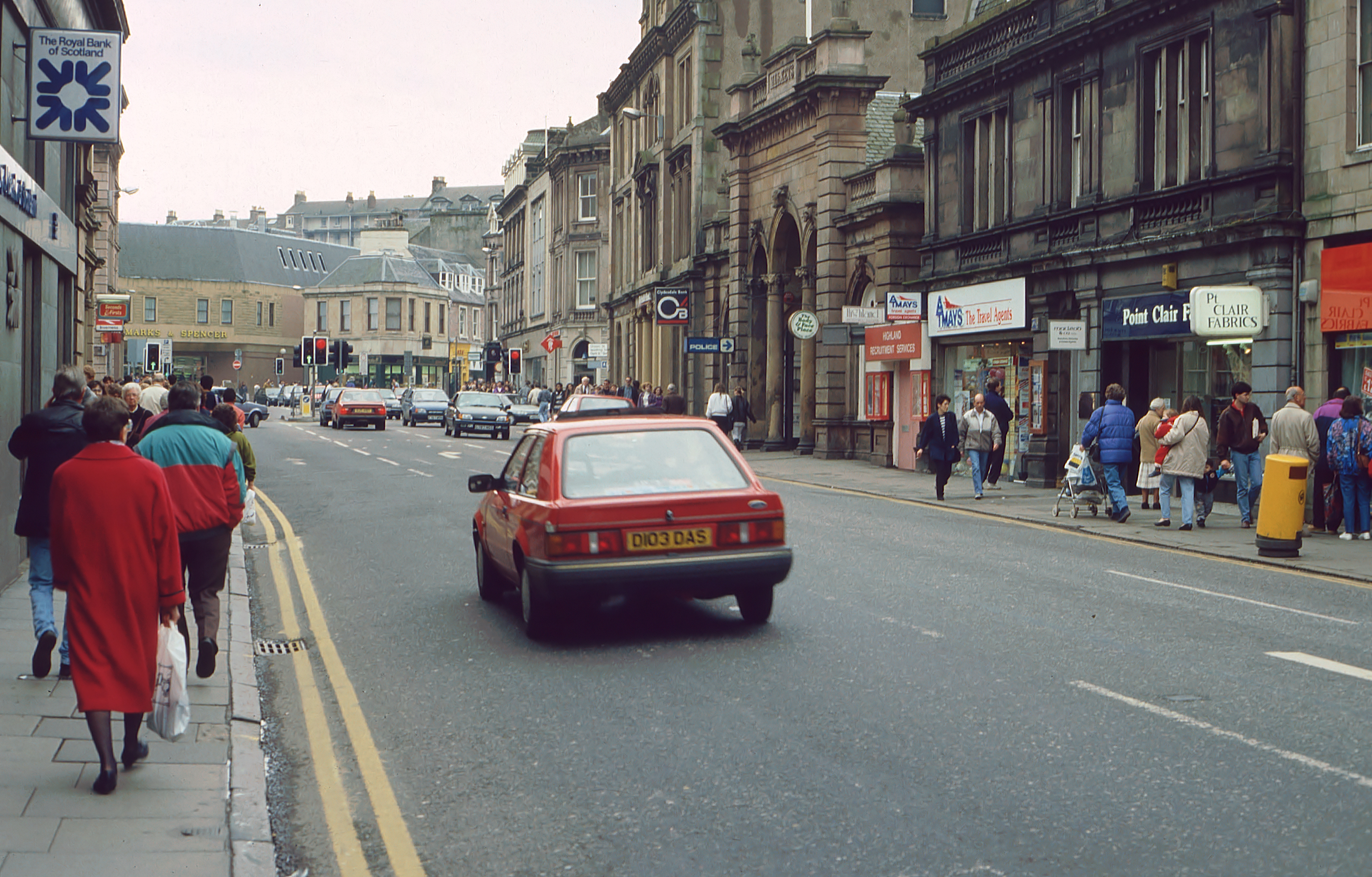
Academy Street im Zentrum (1992)

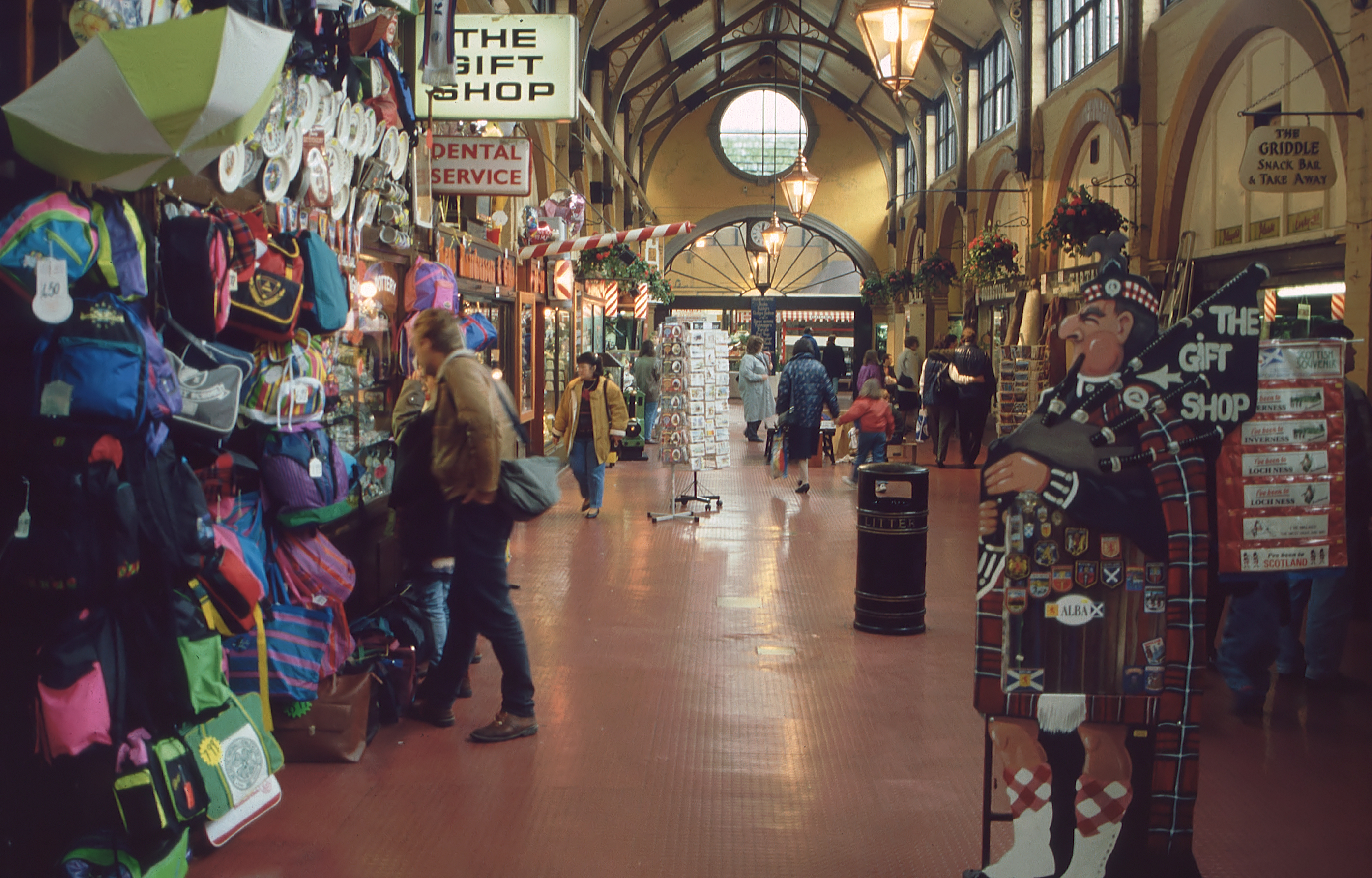
Zugang zur Markthalle in der Academy Street

Das Stadtzentrum von Inverness liegt am östlichen Flussufer und ist mit der Westseite der Stadt durch drei Straßenbrücken (Ness Bridge, Friars Bridge und Black Bridge, auch Waterloo Bridge genannt) und die Greig Street Bridge als Fußgängerbrücke miteinander verbunden. Das traditionelle Stadtzentrum ist ein Dreieck, das durch High Street, Church Street und Academy Street begrenzt wird und innerhalb dessen die Union Street und Queensgate als Querstraßen parallel zur High Street verlaufen. Zwischen Union Street und Queensgate befindet sich der Victorian Market, der eine große Zahl von kleinen Geschäften enthält. Ab den 1970er Jahren wurde das Eastgate Shopping Centre im Osten der High Street errichtet und der Bau nach einer erheblichen Erweiterung im Jahre 2003 abgeschlossen.
Der als Kopfbahnhof angelegte Bahnhof von Inverness befindet sich fast direkt gegenüber der Akademie. Es gibt Bahnverbindungen über die Highland Main Line nach Perth, Edinburgh, Glasgow und London. Die Far North Line führt nach Thurso und Wick an der Nordküste, die Kyle of Lochalsh Line nach dem namensgebenden Ort Kyle of Lochalsh an der Westküste. Weitere Züge verkehren auf der Strecke über Elgin und Keith nach Aberdeen. Mit zwei Ausnahmen werden alle Züge von der Gesellschaft ScotRail betrieben. Die Gesellschaft London North Eastern Railway betreibt den Highland Chieftain, ein tägliches High-Speed-Train-Zugpaar zwischen Inverness und London. Ebenfalls nach London fährt der von Serco betriebene, sechsmal wöchentlich verkehrende Nachtzug Caledonian Sleeper.
Der Flughafen Inverness Airport Dalcross befindet sich 15 km östlich der Stadt und bietet Flüge nach London, Manchester, Edinburgh, Belfast und zu den Inseln nördlich und westlich von Schottland. Zu lokalen Kontroversen kam es, als British Airways Landeslots in London-Heathrow für die drei täglichen Flüge von und nach Inverness als Teil der geplanten und später gescheiterten Nutzung durch American Airlines verkaufen wollte. Flybe fliegt von Inverness aus nach Gatwick, Stornoway, Manchester, Belfast, Birmingham und nach Amsterdam. Highland Airways steuert Strecken nach Stornoway und Benbecula an. Loganair unterhält tägliche Verbindungen nach Stornoway, Kirkwall und Sumburgh. KLM Royal Dutch Airlines bietet Flüge nach Amsterdam an. Die Billigfluggesellschaft EasyJet fliegt unter anderem nach London-Gatwick und Genf.
Inverness bildet den zentralen Knoten im Straßennetz der Highlands. Es liegt an der wichtigsten schottischen Nord-Süd-Verbindung, der A9, die vom Central Belt über Perth bis nach Thurso und Scrabster an der schottischen Nordküste führt. Die A82 verbindet Inverness über Fort William mit Glasgow, die A96 führt über Elgin nach Aberdeen. Es gibt Pläne, die A96 zwischen Inverness und Nairn zu einer vierspurigen Straße auszubauen.
Vom Busbahnhof Inverness bieten Megabus, National Express Holding und Scottish CityLink Fernbusverbindungen unter anderem nach Aberdeen, Edinburgh, London und Fort William an. Die Stagecoach Group betreibt ein Stadtbusnetz mit Linien zum Flughafen Inverness oder zum Loch Ness.

## Politik
Inverness war bis 1975 eine autonome Royal Burgh und Kreisstadt für die Grafschaft Inverness (auch bekannt als Inverness Shire), bis das Kommunen und Landkreis Burgh System abgeschafft wurde. Im Rahmen des Local Government (Scotland) Act 1973 wurde eine zweistufige Kommunalverwaltung, das Islands Council, geschaffen. Der Royal Burgh wurde als Stadtbereich von Inverness definiert und als einer der acht Bezirke in die Highland Region aufgenommen.
Eine weitere Entwicklung trat im Jahre 1996 im Rahmen des Local Government (Scotland) Act 1994 ein, mit dem einzelne Bezirke aufgelöst und die Region zu einem einheitlichen kommunalen Bereich zusammengefasst wurde: es wurde das Highland Council geschaffen. Die Region besteht aus acht Bezirken, darunter Inverness. Die ursprünglichen Verwaltungsbereiche des Highland Council  wurden im Jahr 2007 zugunsten von drei neuen Verwaltungsbereichen abgeschafft. Der Rat hat große Teile der Gebiete von Inverness, Nairn, Badenoch und Strathspey als Inverness city management area definiert.

### Parlamentarische Vertretung
Es gibt zwei parlamentarische Wahlkreise für Inverness:
- Der Wahlkreis Inverness, Skye and West Ross-shire zum House of Commons. Dieser wird seit 2024 von Angus MacDonald (LD) vertreten.[18]
- Der Wahlkreis Inverness and Nairn für das Schottische Parlament, seit 2011 vertreten durch Fergus Ewing (SNP).[19]

## Bauwerke

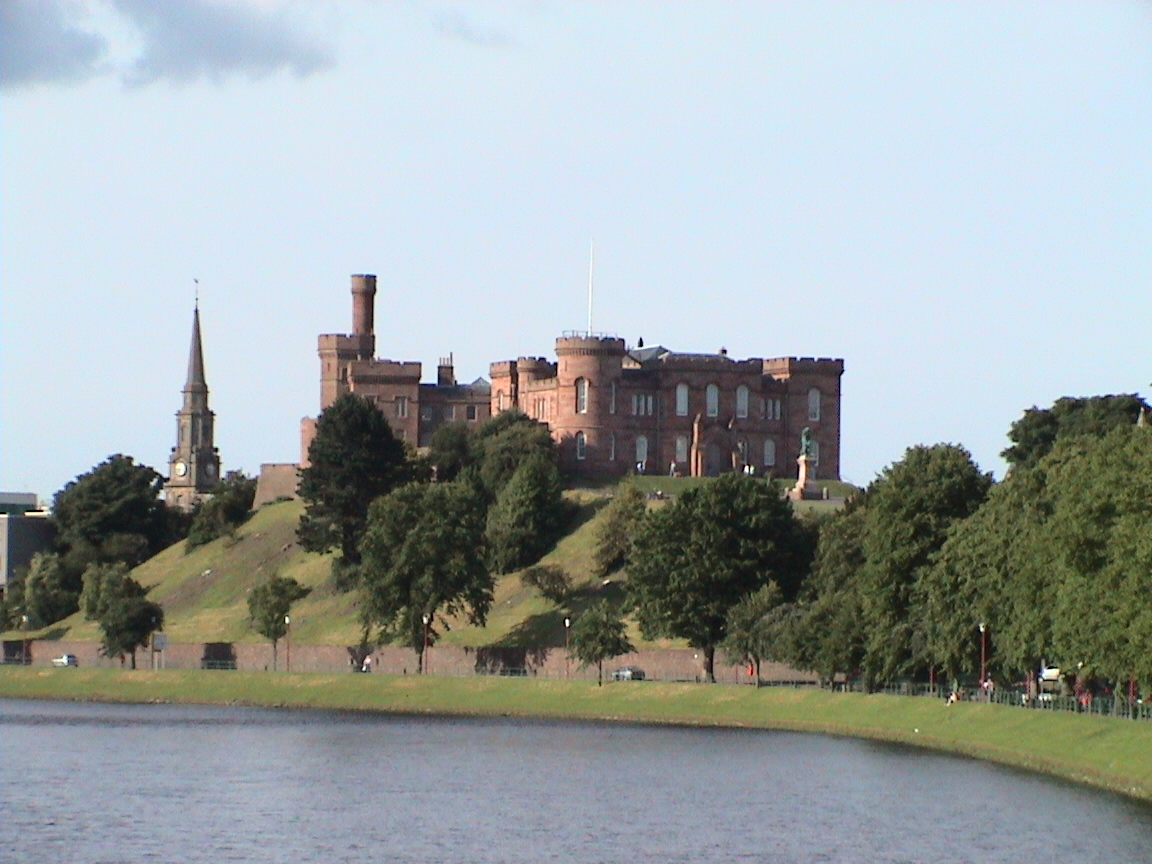
Burgschloss von Inverness, Wasserseite

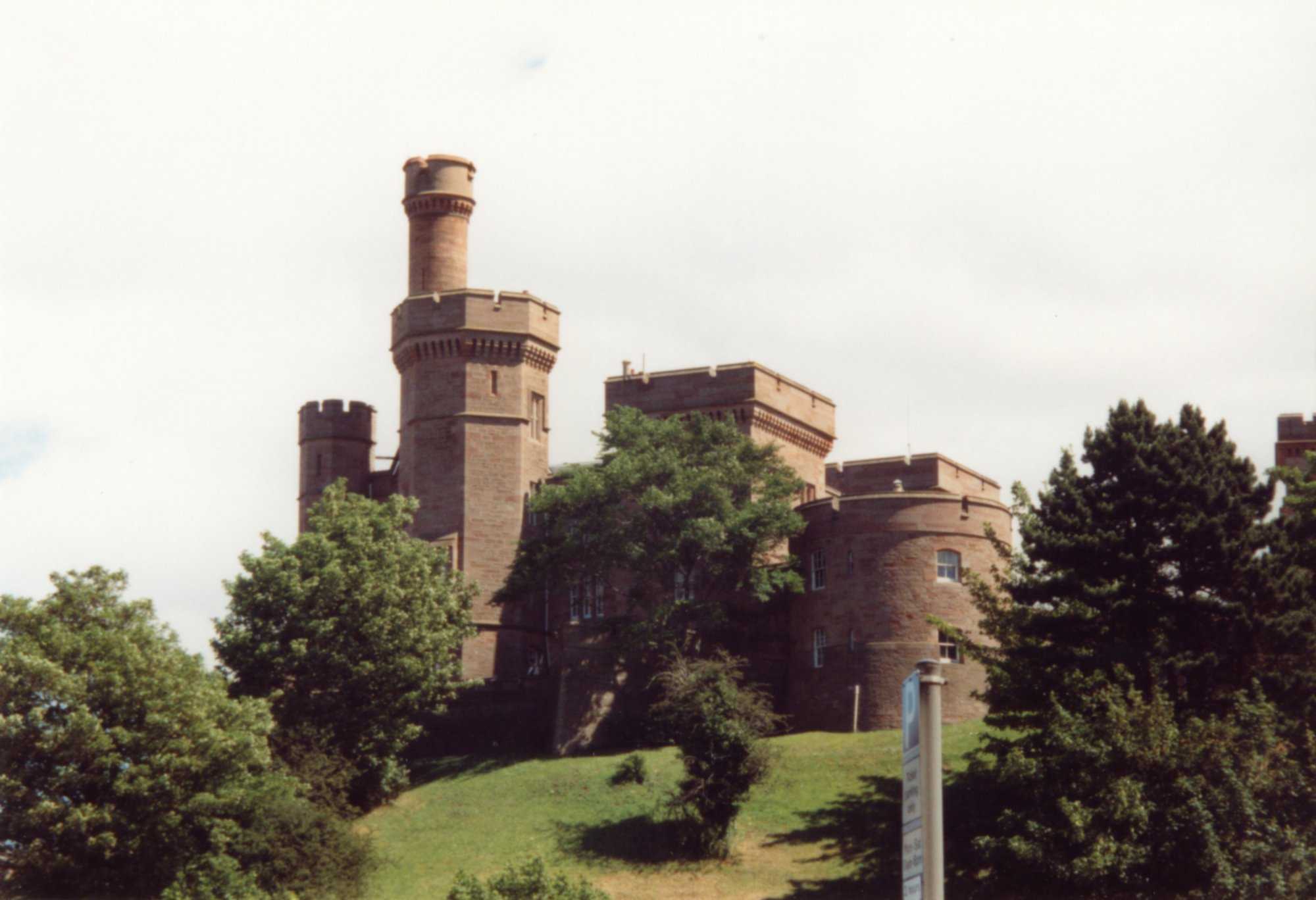
Das Burgschloss von Inverness

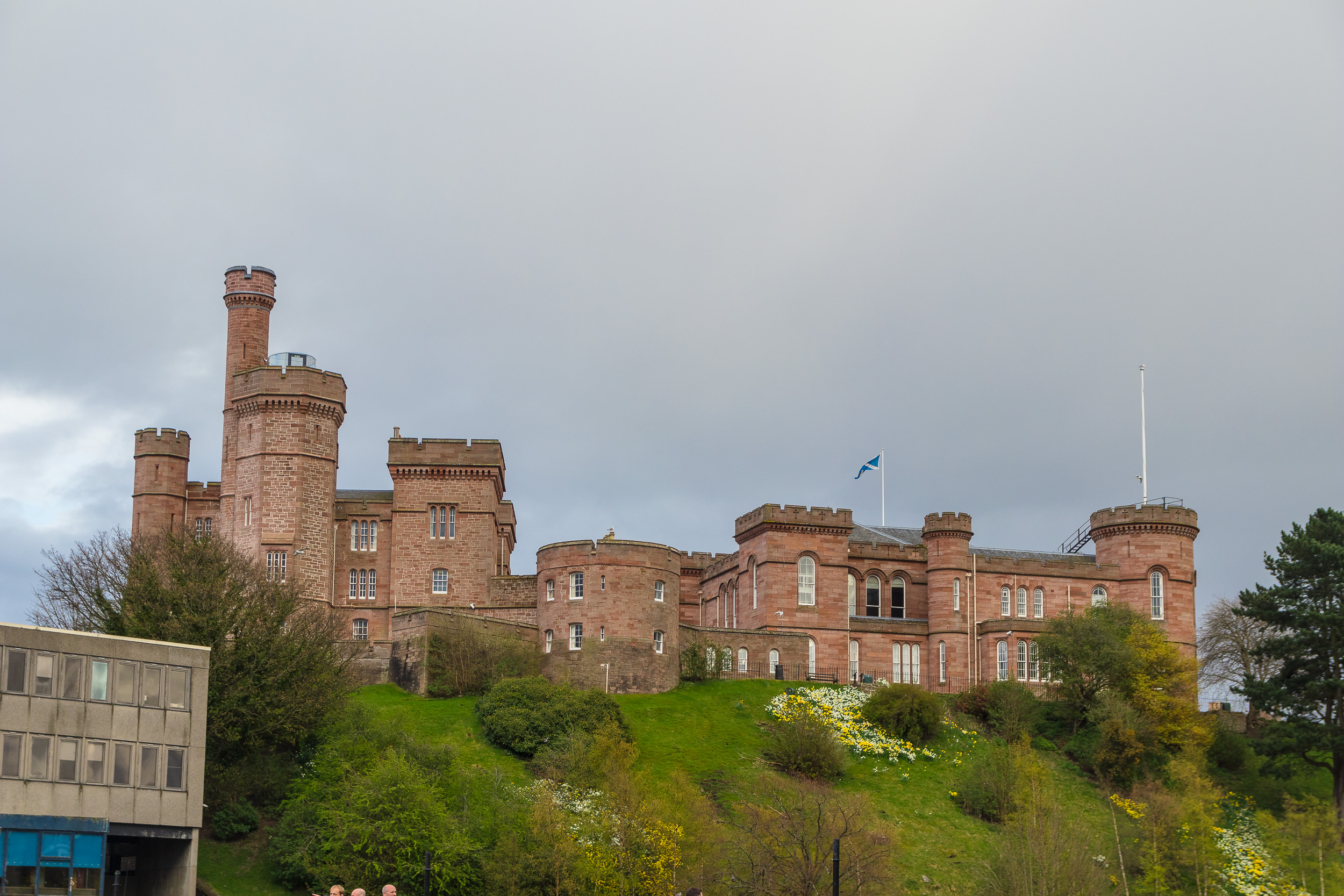
Das Burgschloss von Inverness

- Inverness Castle: Die Burg wurde im Jahre 1835 auf dem Gelände des mittelalterlichen Vorgängerbaus errichtet. Heute ist dort ein Gericht untergebracht. Die erste Festung an dieser Stelle stammte aus dem 12. Jahrhundert, das jetzige viktorianische Schloss wurde 1836 gebaut. Hier hatten die Truppen von Charles Edward Stuart 1746 beim Kampf für die Herrschaft der Stuarts das alte Gebäude zerstört. Heute wird es weitgehend als Verwaltungsgebäude genutzt und im Sommer kann man im Castle Garricon Encounter in die Rolle eines Soldaten aus der Schlacht bei Culloden schlüpfen. Etwas östlich des jetzigen Castles soll Macbeth im 12. Jahrhundert auf seiner Burg König Duncan ermordet haben, der gleiche Anspruch wird aber auch für Cawdor Castle, wenige Kilometer östlich von Inverness, erhoben.
- Inverness St. Andrew’s Cathedral: Die Kathedrale der Scottish Episcopal Church und Sitz der Diözese von Moray, Ross und Caithness ist dem schottischen Schutzpatron St. Andreas gewidmet. Die Kirche wurde am Ufer des Ness in den Jahren 1866 bis 1869 von Alexander Ross im neogotischen Stil errichtet. Es war die erste neue Kathedrale, die nach der Reformation (im gotischen Stil) gebaut wurde. Das Taufbecken modellierte der berühmte dänische Bildhauer Bertel Thorvaldsen und der Zar von Russland stiftete fünf goldene Ikonen.
- Old High Church: Die älteste Kirche auf dem Mount St. Michael’s by the Riverside. Der Kirchturm stammt aus dem Mittelalter und ist damit das älteste erhaltene Gebäude in Inverness. Die Kirche zählt zur Gemeinde der Church of Scotland.
- Inverness College ist die Drehscheibe für die University of the Highlands and Islands und bietet einen der breitgefächertsten Lehrpläne in Schottland mit rund 8500 Studierenden.
- Das Porterfield-Gefängnis (offiziell: HMP Inverness) bietet den Gerichten der Highlands, Western Isles, Orkney-Inseln und Moray eine sichere Verwahrung für alle Untersuchungshäftlinge und kurzfristige, erwachsene Häftlinge, sowohl männliche als auch weibliche.
- Abertarff House ist das älteste säkulare Gebäude, 1592 von der Familie Lovat als Stadtpalais in der Church Street mit einer bemerkenswerten Außentreppe errichtet. Seit 1966 hat der National Trust of Scotland dort sein Hauptbüro für die Highlands, angeschlossen ist ein kleiner Laden.[20][21]
- Leys Castle ist ein Herrenhaus, das 1971 als Bauwerk in die schottischen Denkmallisten in der höchsten Denkmalkategorie A aufgenommen wurde. Das Gesamtanwesen ist im schottischen Register für Landschaftsgärten verzeichnet.

## Sport
In Inverness ist der Fußball-Verein Inverness Caledonian Thistle beheimatet, der mit einer kurzen Unterbrechung seit 2017 in der Scottish Championship spielt.
1999 war Inverness zentraler Veranstaltungsort der Orientierungslauf-Weltmeisterschaften. In der Gegend um Inverness haben die Weltmeisterschaften 2015 stattgefunden.

## Söhne und Töchter der Stadt
- Robert Lyon (1789–nach 1863), britischer Siedler in Australien
- David Lewis Macpherson (1818–1896), kanadischer Politiker
- William E. Smith (1824–1883), US-amerikanischer Politiker
- James H. MacDonald (1832–1889), US-amerikanischer Politiker
- John Mackay (1839–1914), australischer Entdeckungsreisender
- Jane Elizabeth Waterston (1843–1932), schottische Medizinerin und Pädagogin
- James Pittendrigh Macgillivray (1856–1938), schottischer Bildhauer, Dichter und Mäzen
- Murdoch Macdonald (1866–1957), schottischer Wasserbauingenieur
- George Cornet (1877–1952), schottischer Wasserballspieler
- William Stewart Roddie (1878–1961), britischer Offizier
- Arthur Smith (1887–1958), südafrikanischer Sportschütze
- Josephine Tey (1896–1952), schottische Schriftstellerin
- Hamish Gray, Baron Gray of Contin (1927–2006), schottischer Politiker
- Elspet Jean Gray, Baroness Rix (1929–2013), britische Schauspielerin
- Derry Irvine, Baron Irvine of Lairg (* 1940), schottischer Politiker
- Ann Coffey (* 1946), schottische Politikerin
- Ted MacDougall (* 1947), schottischer Fußballspieler
- Eleanor Scott (* 1951), schottische Politikerin
- David Stewart (* 1956), schottischer Politiker
- Elaine Thomson (* 1957), schottische Politikerin
- Mr Egg (Matthew Egbert Wand, * 1959), schottischer Musiker
- Kevin MacDonald (* 1960), schottischer Fußballspieler und Trainer
- Sue Black (* 1961), schottische Anthropologin und Anatomin
- Kenneth Macintosh (* 1962), schottischer Politiker
- Mark Sieczkarek (* 1962), schottischer Tänzer und Choreograf
- Ali Smith (* 1962), schottische Schriftstellerin
- Drew Hendry (* 1964), schottischer Politiker
- Murdo Fraser (* 1965), schottischer Politiker
- Tavish Scott (* 1966), schottischer Politiker
- Erik Thomson (* 1967), australischer Schauspieler
- Yvette Cooper (* 1969), britische Politikerin
- Janice Rankin (* 1972), schottische Curlerin
- Stephen Crabb (* 1973), schottischer Politiker
- Douglas Walker (* 1973), schottischer Leichtathlet
- Jonni Fulcher (* 1974), schottischer Poolbillard- und Snookerspieler
- Lesley McKenna (* 1974), Snowboarderin
- James Dryburgh (* 1975), schwedischer Curler
- Ewan MacDonald (* 1975), schottischer Curler
- Lorne Balfe (* 1976), schottischer Filmkomponist[22]
- Patrick Grady (* 1980), schottischer Politiker
- Fraser Cartmell (* 1982), schottischer Triathlet
- Don Cowie (* 1983), schottischer Fußballspieler
- Suzanne Grant (* 1984), schottische Fußballspielerin
- Alan Sinclair (* 1985), schottischer Ruderer
- Alan Clyne (* 1986), schottischer Squashspieler
- Gary Cornish (* 1987), schottischer Boxer
- Karen Gillan (* 1987), schottische Schauspielerin
- Jamie Bowie (* 1989), Sprinter
- Mark Ridgers (* 1990), schottischer Fußballspieler
- Stuart Armstrong (* 1992), schottischer Fußballspieler
- Greg Lobban (* 1992), schottischer Squashspieler
- Stephen Milne (* 1994), Schwimmer
- Liam Polworth (* 1994), schottischer Fußballspieler
- Ryan Christie (* 1995), schottischer Fußballspieler
- Xavier Darcy (* 1995), britisch-französischer Musiker
- Cameron Mackay (* 1996), schottischer Fußballspieler
- Isabelle Wallace (* 1996), australische Tennisspielerin
- John Docherty (* 1997), schottischer Boxer
- Roddy MacGregor (* 2001), schottischer Fußballspieler
- Megan Keith (* 2002), Langstreckenläuferin

## Partnerstädte
Inverness hat mit drei Städten Partnerschaften geschlossen:
- Augsburg, Deutschland
- La Baule-Escoublac, Frankreich
- Saint-Valery-en-Caux, Frankreich